# Ian Mitchell (ishockeyspelare)
Ian Mitchell, född 18 januari 1999, är en kanadensisk professionell ishockeyback som är kontrakterad till Boston Bruins i National Hockey League (NHL) och spelar för Providence Bruins i American Hockey League (AHL).
Han har tidigare spelat för Chicago Blackhawks i NHL; Rockford Icehogs i AHL samt Denver Pioneers i National Collegiate Athletic Association (NCAA)..
Mitchell draftades av Chicago Blackhawks i andra rundan i 2017 års draft som 57:e spelare totalt.
Han är släkt med Roy Mitchell, som är onkel till honom.

## Statistik
| 2012–2013   | Spruce Grove PAC Saints | AMBHL       | 29  | 1  | 10 | 11 | 14 | —  | — | — | — | — |
| 2013–2014   | Spruce Grove PAC Saints | AMBHL       | 24  | 4  | 17 | 21 | 26 | 5  | 1 | 6 | 7 | 2 |
| 2014–2015   | St. Albert Raiders      | AMHL        | 27  | 1  | 10 | 11 | 6  | 1  | 0 | 0 | 0 | 0 |
|             | Spruce Grove Saints     | AJHL        | 2   | 0  | 0  | 0  | 0  | —  | — | — | — | — |
| 2015–2016   | Spruce Grove Saints     | AJHL        | 54  | 6  | 21 | 27 | 8  | 14 | 1 | 4 | 5 | 6 |
| 2016–2017   | Spruce Grove Saints     | AJHL        | 53  | 8  | 29 | 37 | 34 | 10 | 1 | 3 | 4 | 0 |
| 2017–2018   | Denver Pioneers         | NCAA        | 41  | 2  | 28 | 30 | 14 | —  | — | — | — | — |
| 2018–2019   | Denver Pioneers         | NCAA        | 39  | 6  | 21 | 27 | 18 | —  | — | — | — | — |
| 2019–2020   | Denver Pioneers         | NCAA        | 36  | 19 | 22 | 32 | 16 | —  | — | — | — | — |
| 2020–2021   | Chicago Blackhawks      | NHL         | 39  | 3  | 4  | 7  | 14 | —  | — | — | — | — |
|             | Rockford Icehogs        | AHL         | 5   | 0  | 1  | 1  | 0  | —  | — | — | — | — |
| 2021–2022   | Chicago Blackhawks      | NHL         | 8   | 0  | 1  | 1  | 0  | —  | — | — | — | — |
|             | Rockford Icehogs        | AHL         | 57  | 11 | 24 | 35 | 19 | 5  | 1 | 1 | 2 | 0 |
| 2022–2023   | Chicago Blackhawks      | NHL         | 35  | 1  | 7  | 8  | 8  | —  | — | — | — | — |
|             | Rockford Icehogs        | AHL         | 5   | 2  | 4  | 6  | 4  | —  | — | — | — | — |
| 2023–2024   | Boston Bruins           | NHL         | 13  | 0  | 2  | 2  | 10 | —  | — | — | — | — |
|             | Providence Bruins       | AHL         | 42  | 6  | 18 | 24 | 25 | 4  | 2 | 2 | 4 | 4 |
| NHL totalt  | NHL totalt              | NHL totalt  | 95  | 4  | 14 | 18 | 32 | —  | — | — | — | — |
| AHL totalt  | AHL totalt              | AHL totalt  | 109 | 19 | 47 | 66 | 48 | 9  | 3 | 3 | 6 | 4 |
| NCAA totalt | NCAA totalt             | NCAA totalt | 116 | 18 | 71 | 89 | 48 | —  | — | — | — | — |

### Internationellt
| Källa: Uppdaterad: 2021-01-14 | Källa: Uppdaterad: 2021-01-14 | Källa: Uppdaterad: 2021-01-14 |         | Utv = Utvisningsminuter | Utv = Utvisningsminuter | Utv = Utvisningsminuter | Utv = Utvisningsminuter | Utv = Utvisningsminuter |
| År                            | Lag                           | Mästerskap                    | Matcher | Mål                     | Assists                 | Poäng                   | Utv                     |                         |
| ----------------------------- | ----------------------------- | ----------------------------- | ------- | ----------------------- | ----------------------- | ----------------------- | ----------------------- | ----------------------- |
| 2016                          | Kanada                        | Ivan Hlinka                   | 4       | 2                       | 1                       | 3                       | 0                       |                         |
| 2017                          | Kanada                        | U18-VM                        | 5       | 0                       | 2                       | 2                       | 0                       |                         |
| 2019                          | Kanada                        | JVM                           | 5       | 1                       | 2                       | 3                       | 2                       |                         |
| Junior totalt                 | Junior totalt                 | Junior totalt                 | 14      | 3                       | 5                       | 8                       | 2                       |                         |